# (1353) Maartje
(1353) Maartje est un astéroïde de la ceinture principal, découvert le 13 février 1935 par Hendrik van Gent à Johannesbourg. Il a été nommé d'après Maartje (Nin) Maria Lindenburg Mekking (1924-2007), la fille de B.C. Mekking (1903-1971), un calculateur de l'observatoire de Leyde. Ses désignations temporaires sont 1935 CU, 1931 ME, 1953 TZ2, A910 LB, A916 QB et A920 JC.